# Manufacture Oberkampf
La Manufacture Oberkampf est une manufacture textile.

## Historique

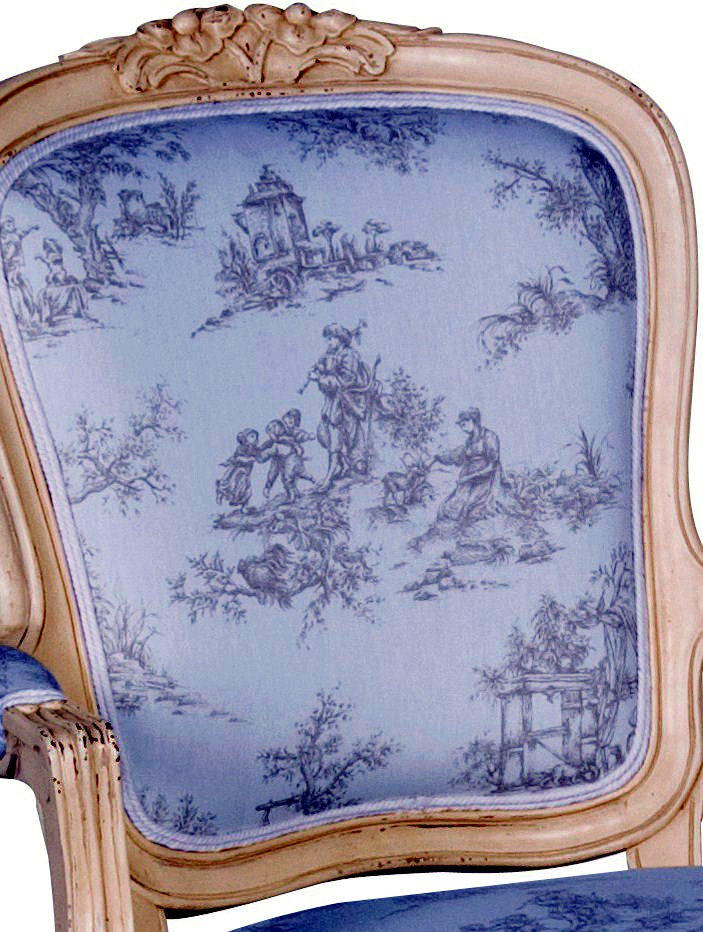
Toile de Jouy tendue sur un fauteuil.

Fondée en 1760 par l'Allemand Christophe-Philippe Oberkampf et le Suisse Antoine Guerne de Tavannes, cette manufacture fabrique la toile de Jouy et devient la plus importante de l'histoire des indiennes de coton en Europe. 
Jouy-en-Josas fut sélectionnée, près de la source de la Bièvre, pour la qualité de son eau. La Manufacture connaît entre 1765 et 1805, un immense succès. Oberkampf fait appel aux meilleurs ouvriers et fait évoluer les procédés d'impression : planche de bois pendant les dix premières années, puis planche de cuivre et enfin rouleau de cuivre gravé en creux, ce qui assure une plus grande rapidité d'impression.
Les motifs sont très variés : fleurs, oiseaux, guirlandes, mais aussi personnages de romans et de fables à la mode, scènes exotiques dans le goût oriental. D'excellents artistes travaillent pour la manufacture, dont Jean-Baptiste Huet (1745-1811).
La Manufacture Oberkampf deviendra, grâce aux qualités exceptionnelles de son chef d'entreprise, la plus grande d'Europe. Son activité couvrira en 1821 plus de 14 hectares et emploiera 1 327 personnes. C'est Barbet de Jouy, successeur de la famille Oberkampf, qui connaîtra en 1843, sous l'effet d'une conjoncture défavorable, le déclin et la fermeture de la Manufacture.
La Manufacture s'appuie sur de nombreux dépositaires dans toute la France mais également à l'étranger, et notamment la maison Galliard-Pont & Cie, à Lyon, avec qui elle a entretenu des relations importantes, mais aussi les maisons Dubois-Moreau à Rouen, Merle à Roanne, ou encore Sébastien Mulsant à Thizy par exemple.
Les rouleaux métalliques d'impression étaient produits par Thiébaut avant que cette fonderie ne se spécialise sur les statues en bronze.